# Sörényes hangyász

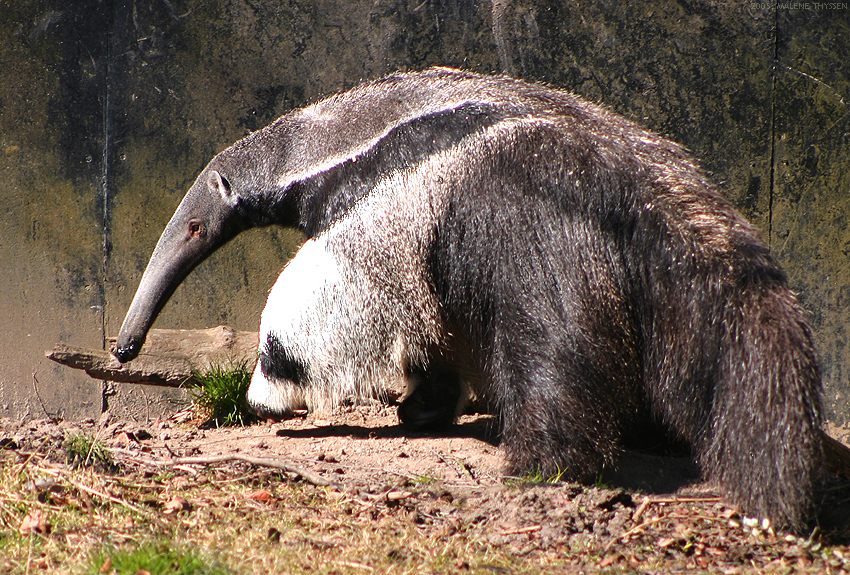

A sörényes hangyász (Myrmecophaga tridactyla) az emlősök (Mammalia) osztályának a szőrös vendégízületesek (Pilosa) rendjébe, ezen belül a hangyászfélék (Myrmecophacidae) családjába tartozó Myrmecophaga emlősnem egyetlen faja.

## Előfordulása
A sörényes hangyász kizárólag Közép- és Dél-Amerikában honos. Elterjedési területe Belizétől és Guatemalától egészen Argentína északi részéig tart. E hangyász a legveszélyeztetettebb hangyászfaj.

## Alfajai
- Myrmecophaga tridactyla tridactyla
- Myrmecophaga tridactyla artata
- Myrmecophaga tridactyla centralis

## Megjelenése
Az állat hossza 100-120 centiméter, farokhossza 65-90 centiméter és testtömege 18-39 kilogramm, a hímek kicsit súlyosabbak a nőstényeknél. Törzsének alakja, hatalmas seprűszerű farka és különleges hosszú koponyája már a külsejét is egyedivé teszik.
Megnyúlt állkapcsában nincsenek fogak, helyette hosszú, akár 61 centiméterre kinyújtható nyelvével kapkodja el rendkívül gyorsan a termeszeket, néhány perc alatt akár több százat is. Nyelvét kis tüskék borítják, és az állat mintegy 61 centiméter mélyre tud behatolni vele egy hangyajáratba. Táplálkozás közben a hangyász nyállal nedvesíti be nyelvét, ez azonban nem ragadós, mint azt sok forrás állítja. Mellső lábain 5-5 ujja van. A második és a harmadik ujjon erős karmok nőttek, ezekkel védekezik, illetve ás ki hangyabolyokat. Karmait úgy védi, hogy járás közben a talpa alá hajlítja őket, és „csuklójára” támaszkodik. Testhőmérséklete az egyik legalacsonyabb az emlősök között, mindössze 32 Celsius-fok, és hogy alvás közben ne csökkenjen tovább, takaróként használja hatalmas farkát.

## Életmódja
A hangyász magányos; lakott területek közelében éjjel aktív, máshol viszont nappali állat. Tápláléka talajlakó hangyák és termeszek. Amikor a sörényes hangyász megbont egy-egy termeszvárat, az ott élő 1-2 millió egyedből mindössze pár százat fogyaszt el, majd odébbáll. Ez egyrészt védekezés a támadó termeszkatonák ellen, másrészt arra is jó, hogy nem pusztul el véglegesen a kolónia, mert a felfalt egyedeket gyorsan pótolni tudják, így a táplálékforrás megmarad későbbre is. A szaglása kitünő.
Fogságban általában több mint 20 évig él.

## Szaporodása
A nőstények 2-3 éves korban válnak ivaréretté. A párzási időszak március és május között van. A vemhesség 190 napig tart, ennek végén rendszerint egy utód jön a világra. A kis hangyászt anyja 8-9 hónapos koráig a hátán hordja mindenhova magával.

## Természetvédelmi helyzete
A sörényes hangyászt, csakúgy, mint sok más állatfajt, az élőhelyének elvesztése veszélyezteti leginkább. Azonban a száraz füves területeken – szintén emberi hatásra – gyakran pusztító bozóttüzek is sok áldozatot követelnek. Számos hangyászt gázolnak el autók, és a kóbor kutyák csapatai is sokat megölnek.
Egyes területeken húsukért, máshol pusztán kártevőnek tartva őket vadásznak rájuk az emberek.
A Természetvédelmi Világszövetség (IUCN) korábban a fajt a „veszélyeztetett” kategóriába sorolta. 2006-ban azonban átsorolták a „mérsékelten veszélyeztetett” kategóriába, ami eggyel enyhébb rangfokú kategória. Az átsorolás oka az volt, hogy az állománycsökkenéseket nem lehetett kellően bizonyítani, illetve nem érték el azt a szintet, ami az eggyel magasabb kategóriába sorolást indokolná.
Európa állatkertjeiben jelenleg 120 sörényes hangyász él. A programot a német Dortmundi Állatkertben vezetik, amely intézmény egyben a legsikeresebbnek számít a faj tenyésztésében. A program egyik megoldandó nehézsége éppen az, hogy a sikeres szaporítás következtében a dortmundi vérvonal túlreprezentált az európai állományban. Ezen, az Európán kívüli, főleg amerikai és japán állatkertekkel való csere segíthet, amely nem túl egyszerű a szigorú állat egészségügyi és egyéb szabályok miatt.
Magyarországon jelenleg öt helyen tartanak. Ursula, a dortmundi nőstény sörényes hangyász 2010 tavaszán költözött be a Szegedi Vadaspark dél-amerikai területére, majd két évvel később megérkezett párja, Árész is egy csehországi állatkertből.
Együttlétük gyümölcse 2013. szeptember 22.-én jött a világra, mely az első sörényes hangyászkölyök, mely magyar állatkertben született. A Szegedi Vadasparkon kívül még a Budapesti Állatkertben, a nyíregyházi állatparkban, a jászberényi állatkertben és a győri állatkertben tartanak sörényes hangyászt.

## Képek

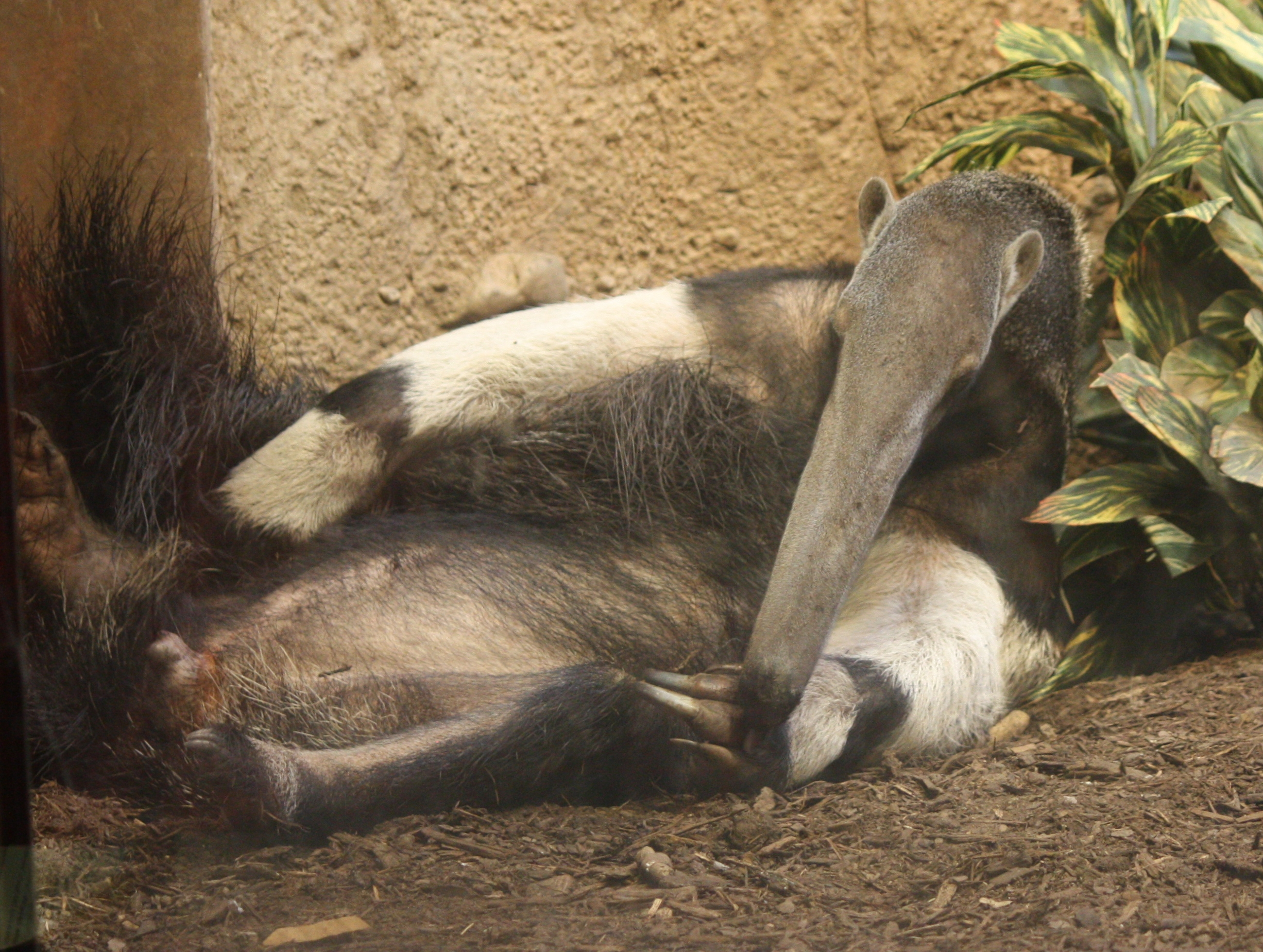
Pihenő sörényes hangyász
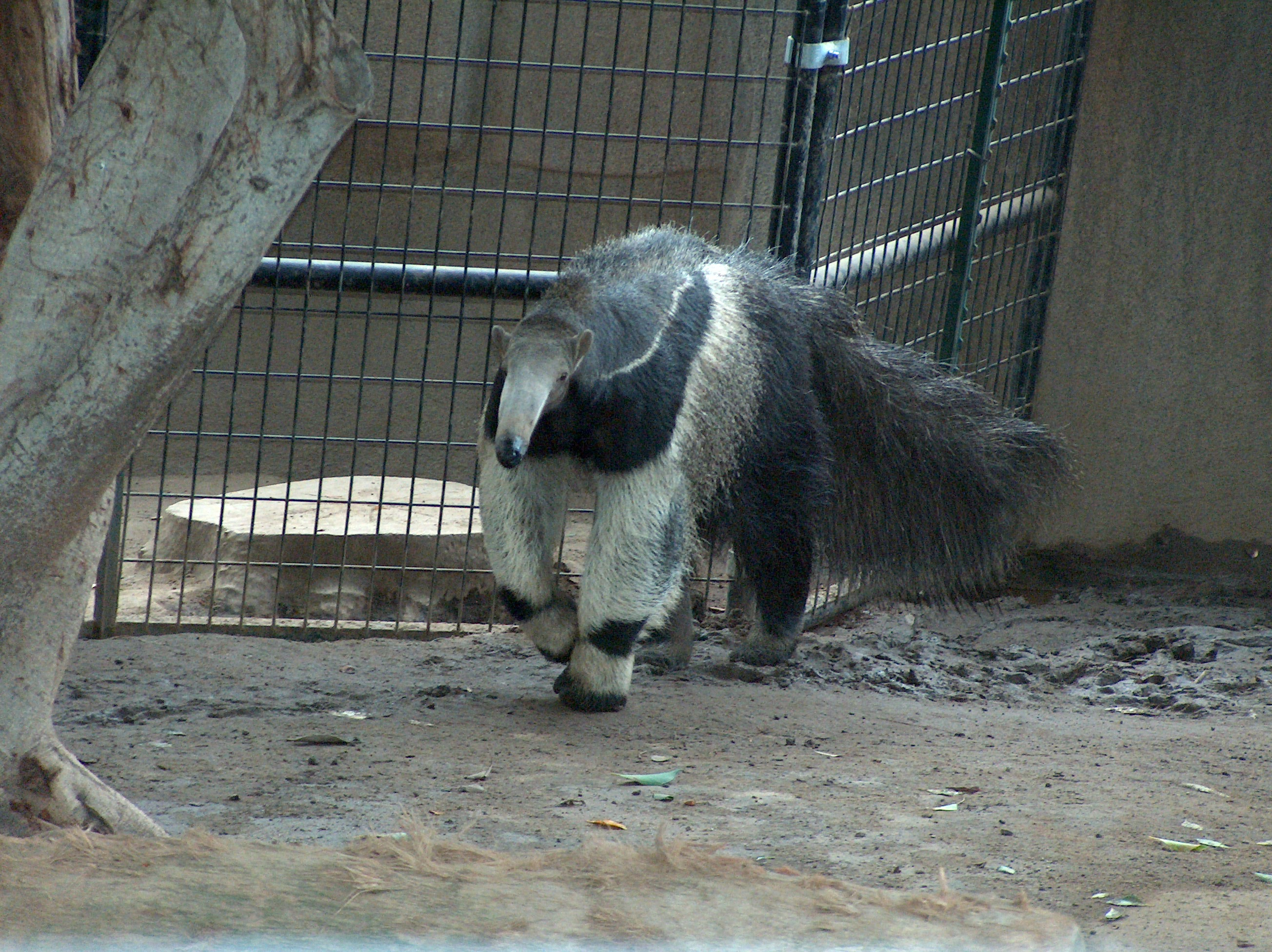
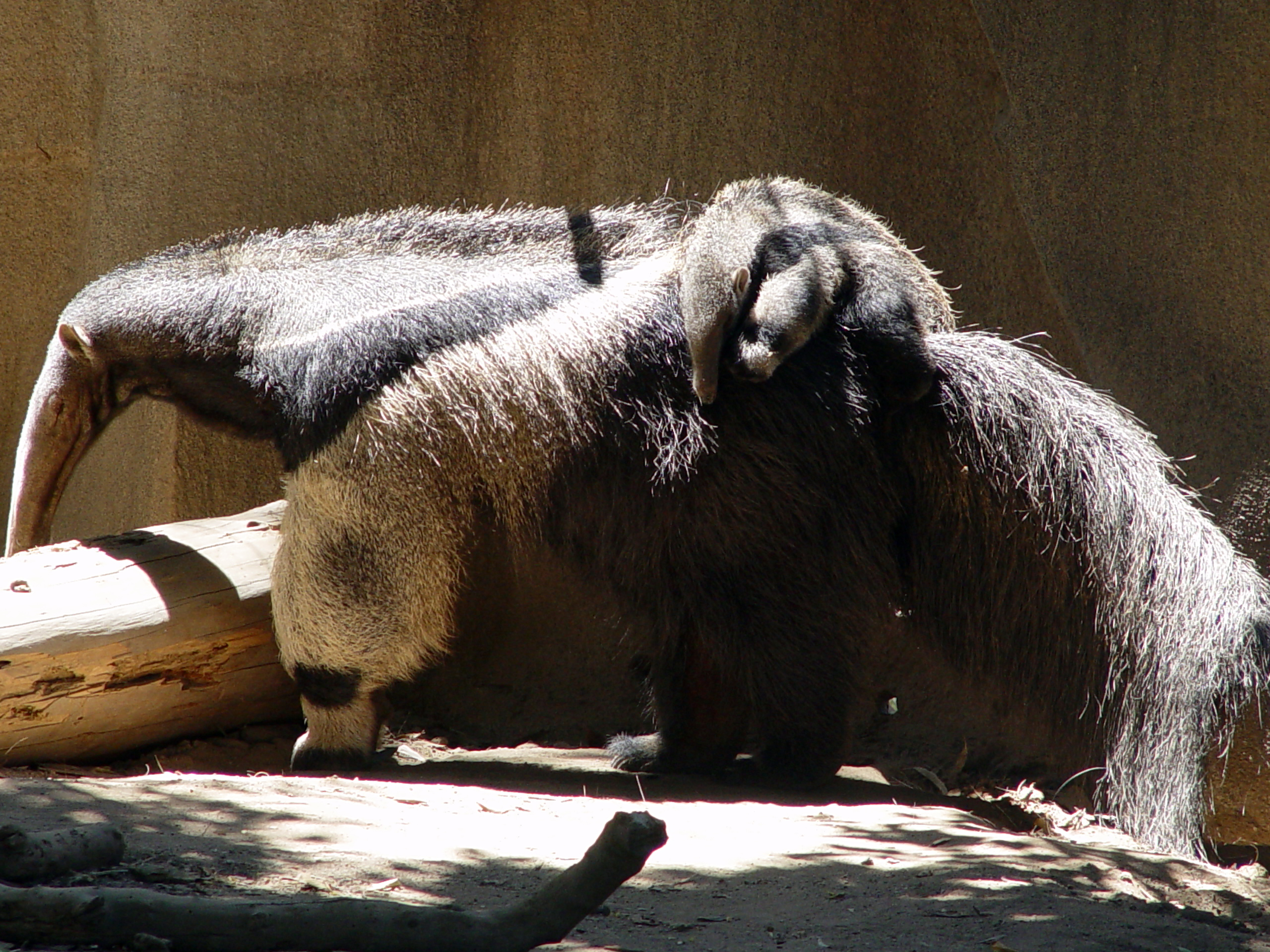
Sörényes hangyász kicsinyével
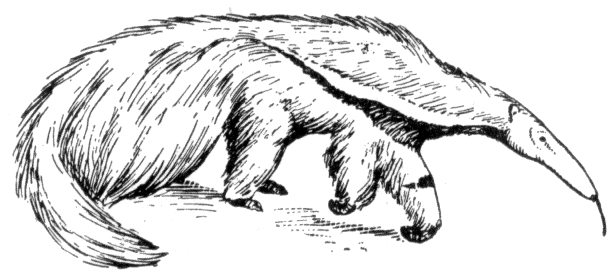
Rajz a sörényes hangyászról
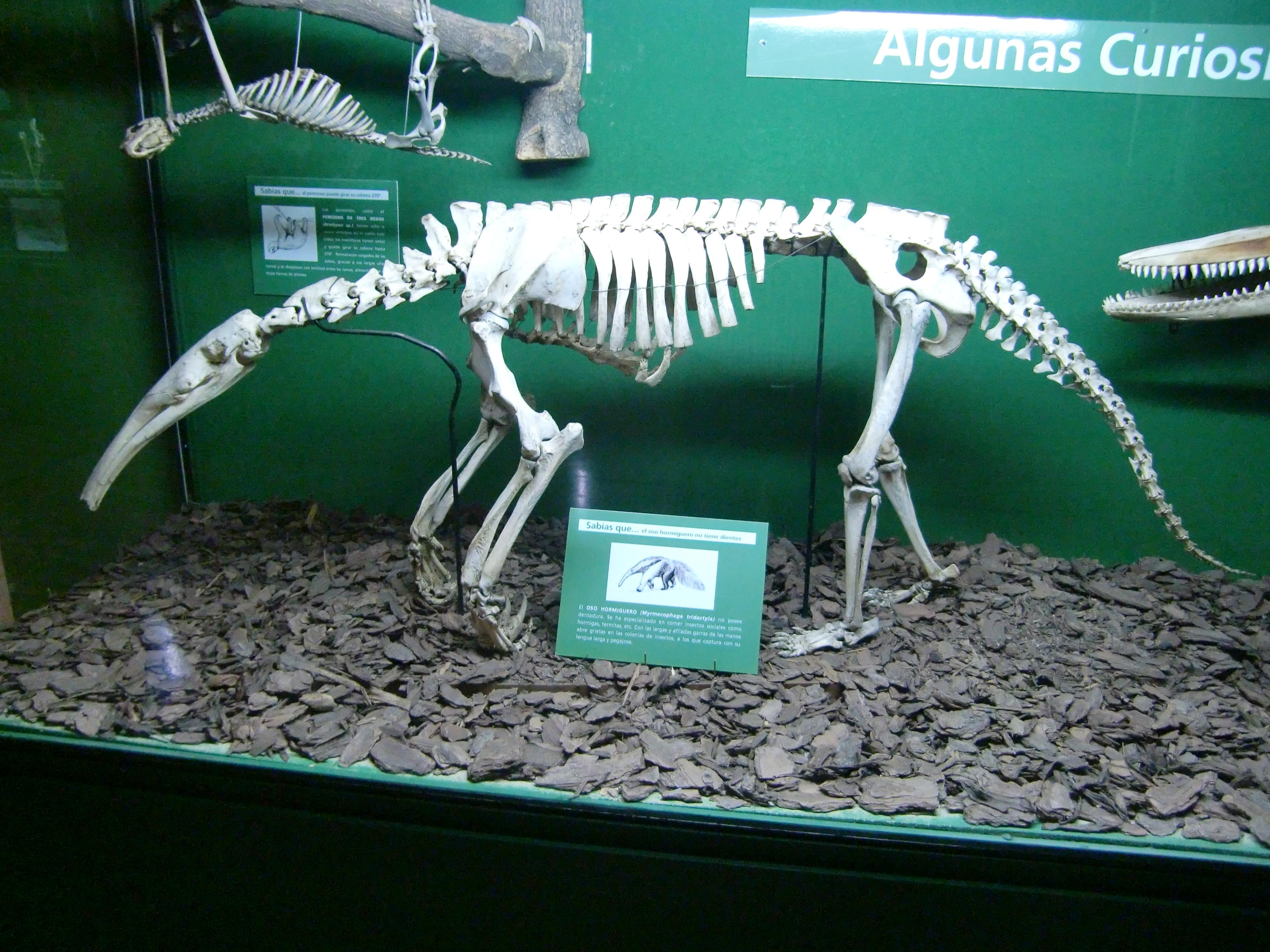
Sörényes hangyász csontváz
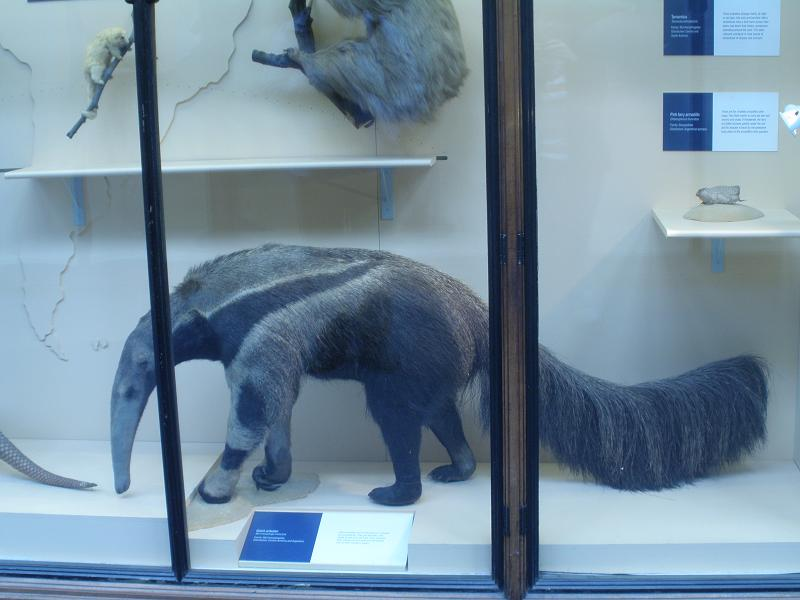
Kitömött sörényes hangyász a londoni Természettudományi Múzeumban
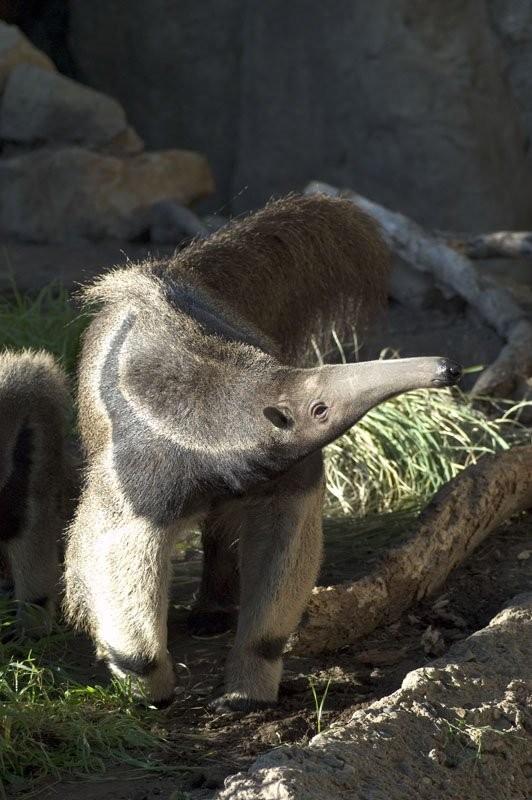